# 薛承恩
薛承恩（Nathan Sites，1830年11月6日—1895年2月10日），美国美以美會差会传教士，在中国福建传教34年。
1830年11月6日，薛承恩出生于美国俄亥俄州里奇兰县Bellville，毕业于美国俄亥俄州的俄亥俄卫斯理大学，1861年和妻子一同抵达中国福州，开始传教生涯。同治五年（1866年）十月，為黃福居、黃乃裳叔姪受洗。
他选择到乡村生活，住在中国农民中间。他在传教中也遇到过许多阻碍，例如在南平重建教堂时，教堂被暴民毁坏，他的面部也受伤留下深深的疤痕。1895年2月10日，薛承恩病逝于福州，年64岁。1912年，他的妻子所写关于他在中国传教事业的书《薛承恩傳》（“An Epic of the East”）出版。

## 譯作
《天文圖說》、《聖經圖說》和《衛斯理傳》等，由黃乃裳協助翻譯。